# Giovanni Aldini
Giovanni Aldini (Bolonia, 10 de abril de 1762-Milán, 17 de enero de 1834) fue un físico italiano. Nació en Bolonia, fue hermano de Antonio Aldini (1756-1826) y sobrino del físico Luigi Galvani, cuyo tratado de la electricidad muscular fue editado con notas por Aldini en 1791.

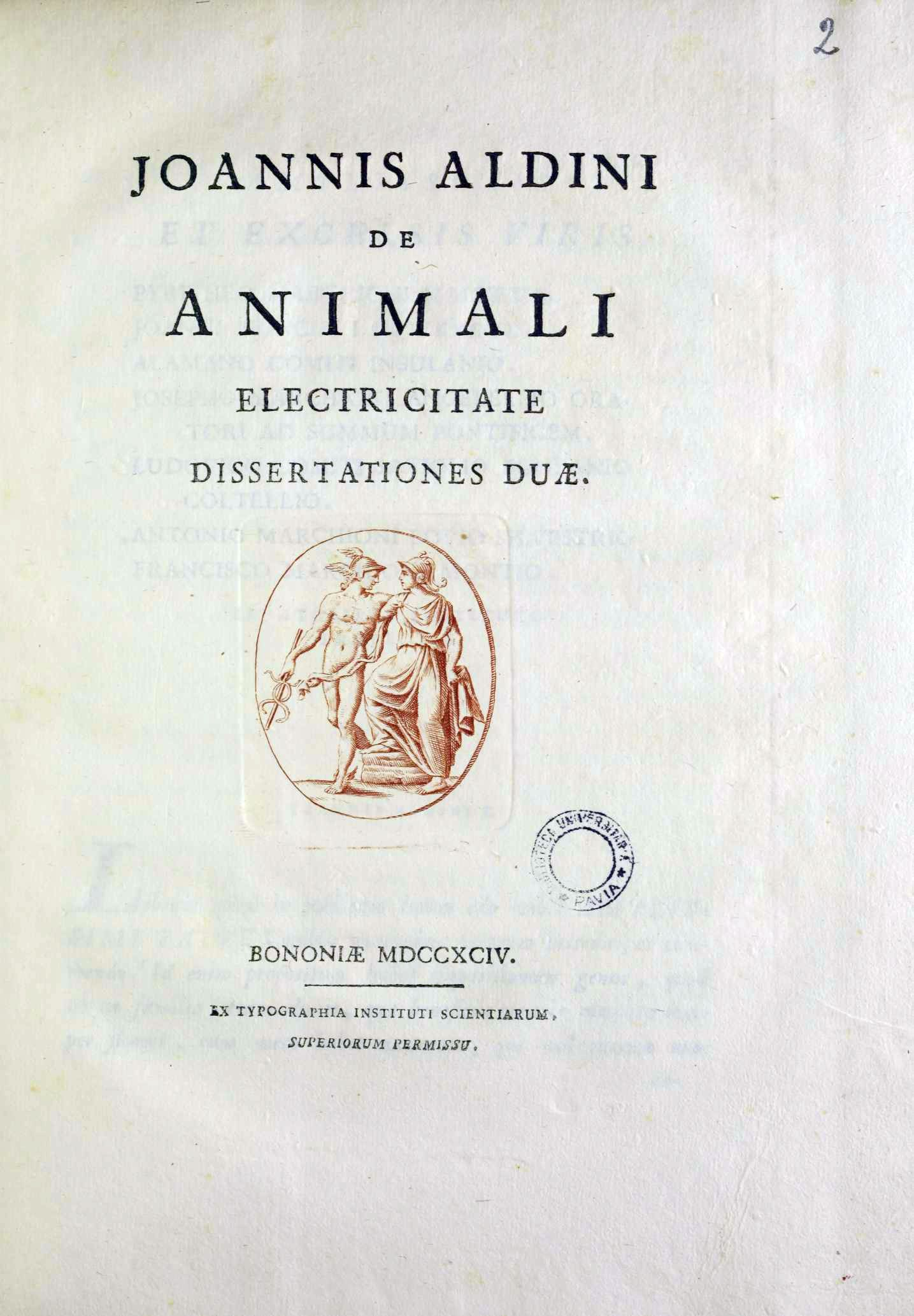
De animali electricitate, 1794

En 1798 se convirtió en profesor de física en Bolonia, sucediendo a su maestro Sabastiano Canterzani (1734-1819). Su obra científica giró en torno al galvanismo y a sus aplicaciones médicas, a la construcción e iluminación de faros, y a los experimentos centrados en preservar tanto la vida humana como los objetos materiales de la destrucción a causa del fuego. También participó en demostraciones públicas del método, como la del criminal ejecutado George Forster, en Newgate, Londres. Escribió en francés y en inglés, además de en italiano, su idioma nativo. Con tal de reconocer sus méritos, el emperador de Austria le nombró caballero de la Orden de la Corona de Hierro y consejero de estado en Milán, donde murió a la edad de 72 años. Donó una considerable cuantía de dinero para la fundación de una escuela de ciencia natural para artesanos en Bolonia.